# 布雷欧
布雷欧（法語：Bréau，法語發音：[bʁeo] ⓘ）是法国塞纳-马恩省的一个市镇，属于普罗万区。

## 地理
布雷欧（48°33'42"N, 2°52'41"E）面积1.35 平方千米，位于法国法蘭西島大區塞纳-马恩省，该省份为法国北部内陆省份，北起瓦兹省，西接埃松省、马恩河谷省、塞纳-圣但尼省和瓦兹河谷省，南至卢瓦雷省，东南接约讷省，东临马恩省和奥布省，东北接埃纳省。
与布雷欧接壤的市镇（或旧市镇、城区）包括：邦邦、拉沙佩勒戈捷。

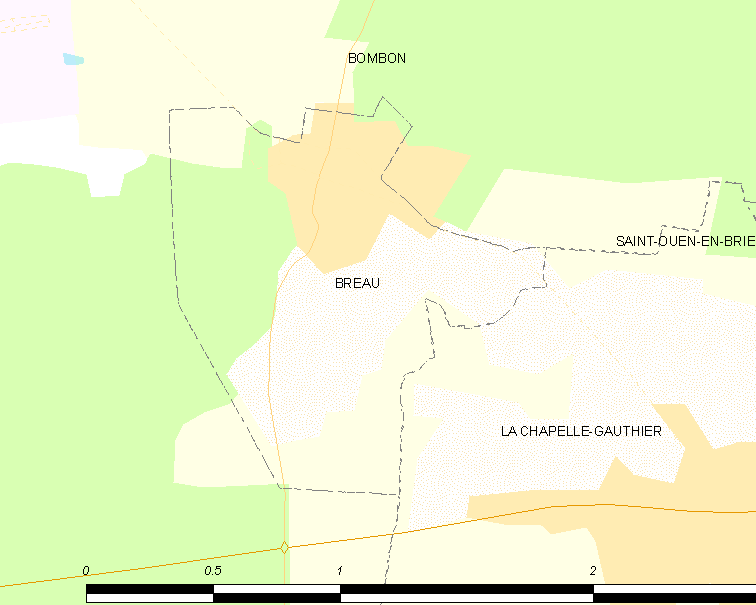
布雷欧的OSM定位图

布雷欧的时区为UTC+01:00、UTC+02:00（夏令时）。

## 行政
布雷欧的邮政编码为77720，INSEE市镇编码为77052。

## 政治
布雷欧所属的省级选区为楠日县。

## 人口

1962-2008年间布雷欧人口变化图示

布雷欧于2022年1月1日时的人口数量为371人。